# Lunyuk Rea
Lunyuk Rea is een bestuurslaag in het regentschap Sumbawa van de provincie West-Nusa Tenggara, Indonesië. Lunyuk Rea telt 2654 inwoners (volkstelling 2010).